# کاپر مانتن (فیلم)
کاپر مانتن (به انگلیسی: Copper Mountain) یک فیلم کمدی و موزیکال کانادایی محصول سال ۱۹۸۳ به نویسندگی و کارگردانی دامیان لی و دیوید میچل با بازی جیم کری، آلن تیک و ژان کلود کیلی است. این فیلم در حقیقت یک آگهی تجاری برای پیست اسکی کلاب مد در کاپر مانتن، کلرادو است که اکنون تعطیل شده‌است. اکثر زمان اجرا شامل اجراهای پراکنده توسط نوازندگان برجسته موسیقی کانتری، ضرب‌آهنگ و بلوز می‌باشد.

## داستان
دو دوست، بابی تاد (جیم کری) و جکسون ریچ (آلن تیک)، از زادگاهشان گریمسبی به دهکده کلاب مد در کاپر مانتن می‌روند. جکسون قصد دارد به پیست‌ها سری بزند و اسکی کند، در حالی که بابی تلاش می‌کند زنان را با کارهای روزمره اغوا کند و …